# Compagnie Thor
 (juin 2011).
Si vous disposez d'ouvrages ou d'articles de référence ou si vous connaissez des sites web de qualité traitant du thème abordé ici, merci de compléter l'article en donnant les références utiles à sa vérifiabilité et en les liant à la section « Notes et références ».
La Compagnie Thor est une compagnie de danse belge fondée en 1990 par le chorégraphe Thierry Smits. Elle est basée à Bruxelles.
À travers elle, Thierry Smits va développer librement son travail qui, souvent d'une manière éclectique, explore les liens ambigus entre le mystique et l'érotique, le spirituel et le corporel, et questionne les problèmes métaphysiques de l'esprit humain dans son rapport avec le corps. 

## Historique
Depuis 1990, la Compagnie Thor a produit plus de vingt spectacles de danse. Parmi ceux-ci, Eros délétère (1991), Cyberchrist (1995), Soirée dansante (1995), Corps(e) (1998), Red Rubber Balls (1999), L'Âme au diable (1994 et 2002), Dionysos' Last Day / Stigma (2003), Reliefs d'un banquet (2004), D'Orient (2005) et V.-Nightmares (2007).
La compagnie rassemble des artistes de très haut niveau venant du monde entier. Outre la richesse chorégraphique et scénique de ses spectacles, c'est aussi grâce à leur talent qu'elle a acquis sa notoriété et a pu multiplier ses tournées en Belgique, en France, en Grande-Bretagne, aux Pays-Bas, en Allemagne, au Danemark, en Hongrie, en Croatie, aux États-Unis, au Moyen-Orient et en Afrique du Nord.
La compagnie est ainsi devenue en une vingtaine d'années l'un des piliers principaux de la danse en Belgique. Depuis sa création, elle est soutenue par plusieurs institutions belges. Son influence croissante a également trouvé sa reconnaissance en son bailleur principal, la Fédération Wallonie-Bruxelles qui a accru sa subvention au fil des ans et des succès.

### Les vingt ans de la Compagnie Thor
En 2010, la Compagnie Thor a fêté son vingtième anniversaire. Ce fut pour elle l'occasion de jeter un regard en arrière et de présenter à son public le parcours du chorégraphe. Le Corps sous tensions est un livre écrit pour cet anniversaire par Antoine Pickels, compagnon de route du chorégraphe depuis ses débuts. Ce livre-regard, un retour en images et en témoignages, est paru en janvier 2010 aux éditions Alternatives théâtrales.

## Productions
- 1990 : La Grâce du tombeur[3]
- 1991 : Eros délétère
- 1993 : Sang de chêne — Cyriel — Diabolo
- 1994 : L'Âme au diable
- 1995 : Surprise — Cyberchrist — Soirée dansante
- 1996 : Baklava
- 1997 : Traffic
- 1998 : Corps(e) — Nat
- 1999 : Pin Up — Red Rubber Balls
- 2000 : Achter de Spiegel
- 2001 : Richard Of York Gave Battle In Vain — Personne
- 2002 : L'Âme au diable II — Petit Baigneur
- 2003 : Dionysos' Last Day / Stigma
- 2004 : Reliefs d'un banquet — Bizzy Anna
- 2005 : D'Orient
- 2007 : V.-Nightmares (tétralogie Fluid Mechanics - Tan - Moss & Mould - Ice)
- 2010 : To the Ones I Love
- 2013 : Clear Tears | Troubled Waters
- 2014 : Cocktails
- 2015 : ReVoLt
- 2016 : Anima Ardens (en création)